# Joan Ramon Mainat
Joan Ramon Mainat i Castells (Mataró, 28 de janeiro de1951 — Barcelona, 16 de novembro de 2004), foi um dos criadores de televisão mais originais e de maior êxito na Espanha durante a última década do século XX e primeira do século XXI.
Jornalista e profissional de televisão, se licenciou durante a década de 1970 em filosofia e letras, pela Universidade de Barcelona e em ciências da informação, pela Universidade Autônoma de Barcelona.
Seu caráter inquieto e empreendedor levou-lhe a formar parte do grupo que fundou e organizou os festivais musicais de grandes multidões Sis Hores de Cançó (Seis Horas de Canção, em catalão) e Canet Rock, que foram o reflexo na Catalunha de festivais do porte de Woodstock e Monterrey.
Sua relação com a música estendeu-se mais além da organização de festivais. Joan trabalhou, também, como chefe de promoção da gravadora de discos Edigsa, o selo discográfico que já desde os anos 60 estava revolucionando a música catalã a nível político, artístico e comercial.
Trabalhou, também, como jornalista no El Correo Catalán, Oriflama, Tele/eXpres, Catalunya Express, Mundo Diario, Europa Press e El Noticiero Universal, dentre outros jornais de grande expressão na Espanha. Também dirigiu a revista Imagen Semanal.
Foi diretor de programas de rádio nacional da Espanha e televisão espanhola na Catalunha, responsável de programação da Tele Expo e diretor de criação de backstage. Também ocupou o cargo de diretor de criação da Gestmusic Endemol.
Alguns dos programas que ele criou e dirigiu são o Tribunal Popular (TVE-1), La Luna (TVE), Plastic (TVE), La Ronda (TVE), Locos por la tele (TVE), La Palmera (TVE), entre outros - todos programas de sucesso da televisão catalã e espanhola.
Ainda assim, foi criador e produtor executivo, junto a Toni Cruz e Josep Maria Mainat, seu irmão, dos grandes êxitos televisivos La Parodia Nacional (ANT3), Moros y Cristianos (T-5), Crónicas Marcianas (T-5) e Operación Triunfo (TVE-1), e demais.
Foi diretor do Canal Operación Triunfo, o primeiro canal digital 24 horas sobre um único programa de televisão, situando-o entre os mais vistos da oferta digital na Espanha, superado eu audiência tão só pelo Canal + - canal de maior audiência na televisão privada da Espanha.
Sua capacidade de adaptação não conhecia limites e seu trabalho criativo estendeu-se, também, à grande revolução nos meios de comunicação que supôs a aparição da Internet. Suas idéias sobre os conteúdos e internet se fundiram, fundando o Portalmix.com, a página de entertrenimento número um em cliques na Espanha. Com Portalmix, colocou toda a sua criativade ao serviço da telefonia móvel.
Joan Ramon Mainat faleceu em 2004, na cidade de Barcelona. Deixou um imenso legado para a televisão espanhola, representando a geração de humoristas televisivos da era da redemocratização espanhola.

## Televisão

### Atuações
- Totes aquelles cançons - 2004;
- Dies de transició - 2004;
- Millennium - 2003;
- IV premios ATV - 2004.

### Direções
- Amor, has de tenir vista - 2004;
- Más madera - 1998;
- Crónicas marcianas - 1997;
- La cara divertida - 1997.